# Барони, Джанмарио
Джова́нни Ма́рио (Джанма́рио) Баро́ни (итал. Giovanni Mario (Gianmario) Baroni, 21 января 1910, Милан — 7 февраля 1957, Блумфонтейн) — итальянский хоккеист, защитник. Участник зимних Олимпийских игр 1936 года.

## Биография
Джанмарио Барони родился 21 января 1910 года в итальянском городе Милан.
Играл в хоккей с шайбой за «Милан», в котором провёл большую часть карьеры и в 1924—1932 годах сыграл в 90 из 120 матчей, проведённых командой. В 30-е годы был капитаном «Милана», казначеем клуба. Последний в карьере сезон-1937/1938 отыграл в миланском АМДГ. В составе «Милана» шесть раз становился чемпионом Италии (1928, 1930—1931, 1933—1934, 1938). Играя за «Милан», трижды участвовал в Кубке Шпенглера (1929—1930, 1932).
В 1929 году играл за сборную Италии на чемпионате Европы, провёл 3 матча. Четыре раза участвовал в чемпионатах мира (1930, 1933—1935), провёл 14 матчей.
В 1936 году вошёл в состав сборной Италии по хоккею с шайбой на зимних Олимпийских играх в Гармиш-Пантеркирхене, поделившей 9-12-е места. Играл на позиции защитника, провёл 1 матч, шайб не забрасывал.
Был хоккейным судьёй международного уровня.
Выигрывал чемпионат Италии по конькобежному спорту.
Работал инженером.
Умер в 1950 году в южноафриканском городе Йоханнесбург.